# 春雪うさぎ
「春雪うさぎ」（はるゆきうさぎ）は、NOKKOの13枚目のシングルである。1998年1月28日発売。発売元はアリスタジャパン。

## 概要
- 資生堂「ピエヌ」のCMソングとして使用された[1]。曲中には商品のキャッチコピー「メイク魂に火をつけろ」が用いられている。
- 両曲ともにオリジナル・アルバム未収録。その後、2024年のBOXセット『NOKKO ARCHIVES 1992-2000』に2曲とも収録された[2]。

## 収録曲
全作詞：NOKKO
1. 春雪うさぎ
作曲：NOKKO・山田貢司
2. やさしい雨
作曲：大山曜
3. 春雪うさぎ（オリジナル・カラオケ）
4. やさしい雨（オリジナル・カラオケ）